# José Abelardo Quiñones

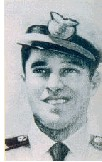
José Abelardo Quiñones Gonzales

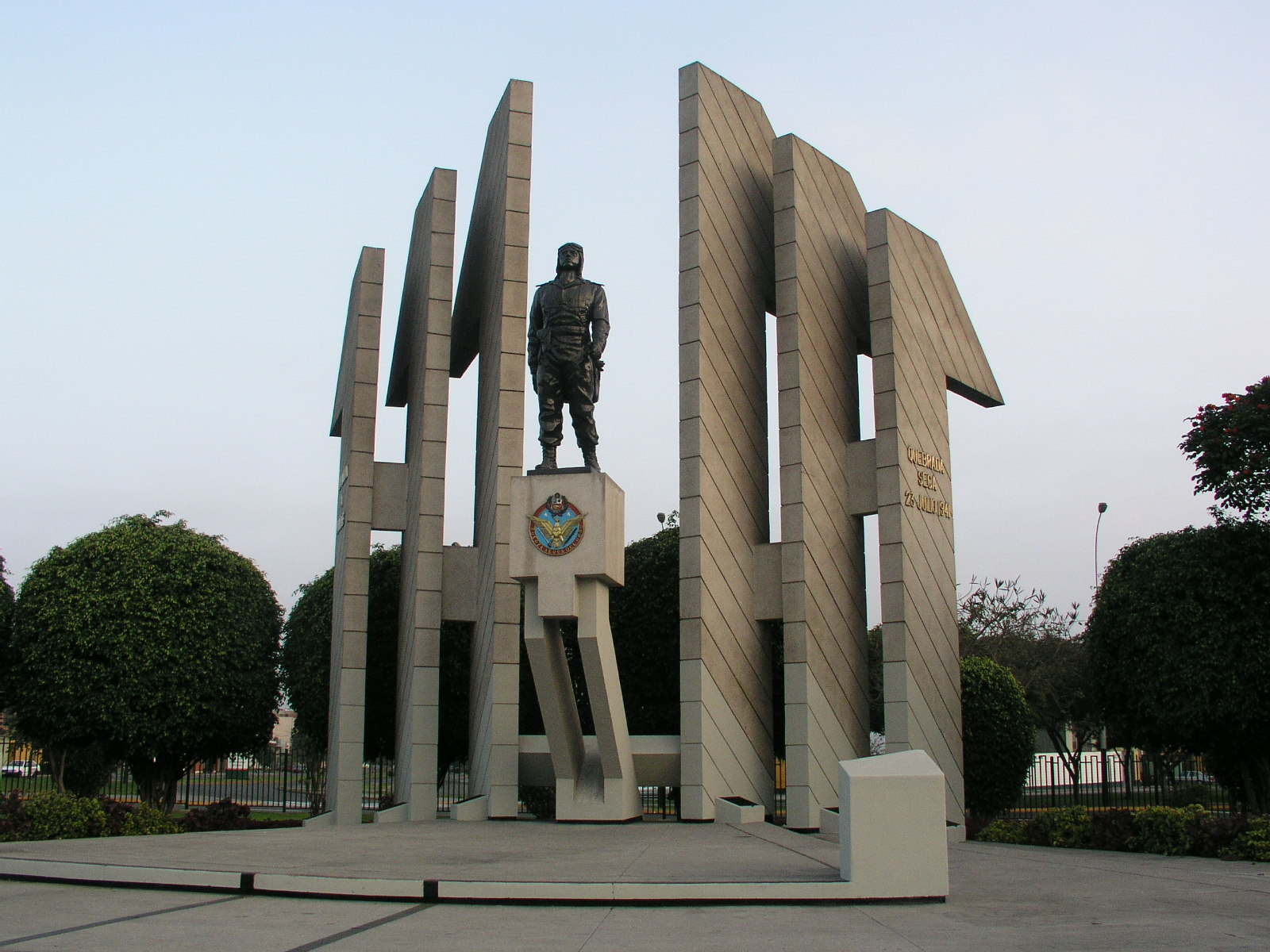
Denkmal für José Abelardo Quiñones Gonzales im Distrikt San Isidro in Lima

José Abelardo Quiñones Gonzales (* 22. April 1914 in Pimentel, Peru; † 23. Juli 1941 in Quebrada Seca, Ecuador) war ein peruanischer Flieger und ist ein peruanischer Nationalheld.

## Leben
José Abelardo Quiñones Gonzales wurde als drittes von vier Kindern der Eheleute José María Quiñones Arízola und María Juana Rosa Gonzales Orrego in Pimentel, einem Fischerdorf in der Region Lambayeque, geboren. 1935 wurde er Kadett der peruanischen Luftwaffe, zum Jagdflieger ausgebildet und 1939 zum Alférez (Unterleutnant) befördert.
Am 23. Juli 1941, während des peruanisch-ecuadorianischer Krieges, starb er bei einem Angriff auf den ecuadorianischen Stützpunkt Quebrada Seca. Als sein Jagdbomber von der ecuadorianischen Flugabwehr getroffen wurde, entschloss er sich, nicht mit dem Fallschirm abzuspringen, sondern sein Flugzeug mit der Bombenlast ins Ziel zu steuern.

## Nachleben
Seine sterblichen Überreste wurden am 22. September 1961 auf der „Plaza de Armas de la Base Aérea de Las Palmas“ in Lima bestattet. Am 10. Mai 1966 wurde Capitan José Quiñones vom peruanischen Präsidenten Fernando Belaúnde Terry zum peruanischen Nationalhelden erklärt. Sein Todestag wird als Tag der peruanischen Luftwaffe gefeiert.
Der aktuelle Zehn-Nuevos-Soles-Schein stellt auf der Vorderseite ein Porträt von José Quiñones dar. Die Auflagen bis inklusive 2006 beinhalteten zusätzlich auf der Rückseite ein auf dem Rücken fliegendes Flugzeug, welches für den Tod des Piloten steht. Seit der aktuellen Auflage (2009) ist auf der Rückseite des Zehn-Nuevos-Soles-Scheins der Machu Picchu angedruckt.
Die Jugendstrafanstalt (Centro Juvenil de Diagnóstico y Rehabilitación – CJDR) CJDR José Quiñones González in Chiclayo ist nach dem Kriegshelden benannt.